# Rytkuczi
Rytkuczi (ros. Рыткучи) – wieś w Rosji, w Czukockim Okręgu Autonomicznym, w rejonie czauńskim. W 2021 liczyła 396 mieszkańców.